# Füsingharde
Die Füsingharde (dänisch: Fysing Herred) war eine Harde in Schleswig. 
Die Füsingharde ist 1702 aus der früheren Vogtei des Schleswiger Bischofs in Füsing entstanden. Das Symbol der Füsingharde sind zwei gekreuzte Schlüssel. Die Schlüssel verweisen auf den heiligen Petrus, den Patron des Schleswiger Doms, als dessen Symbol seit dem 5. Jahrhundert zwei Schlüssel gelten (Matth. 16, 16–19).
Die Füsingharde kam nach Schaffung der Ämter zum Amt Gottorf, das im späteren Landkreis Schleswig aufging. 